# Lepidosaphes juniperi
Lepidosaphes juniperi är en insektsart som beskrevs av Karl Hermann Leonhard Lindinger 1912. Lepidosaphes juniperi ingår i släktet Lepidosaphes och familjen pansarsköldlöss. Inga underarter finns listade i Catalogue of Life.